# Металлоинвест (волейбольный клуб)
«Металлоинвест» — расформированный российский мужской волейбольный клуб из Старого Оскола.
В сезоне-2007/08 команда, выступавшая под названием «Локомотив-Белогорье-2», заняла второе место в турнире клубов высшей лиги «А», уступив первенство новокуйбышевской НОВЕ лишь по соотношению партий, и получила право играть в Суперлиге.
Летом 2008 года коллектив, формально утративший вследствие выхода в Суперлигу фарм-командные отношения с «Локомотивом-Белогорье», сменил название на «Металлоинвест» и место прописки — с Белгорода на Старый Оскол. При этом сохранился костяк команды, который составляли игроки юниорской (2005) и молодёжной (2006—2007) сборных России, призёры юниорских чемпионатов мира и победители молодёжного чемпионата Европы-2006 в Казани. Из «Локомотива-Белогорье» в «Металлоинвест» перешли Дмитрий Красиков и Дмитрий Мусэрский, последний через полгода вернулся в главную команду Белгорода. В сезоне-2008/09 «Металлоинвест» являлся единственным клубом Суперлиги, не пользовавшимся услугами легионеров, а также опытных игроков из других российских клубов. Как следствие главной задачей коллектива было сохранение прописки в элитном дивизионе.
Решить её не удалось — в чемпионате России-2008/09 «Металлоинвест» занял предпоследнее место. Молодой команде не хватило стабильности — так после яркой победы над «Динамо» последовала серия из 10 поражений на финише предварительного этапа, которая перечеркнула надежды «Металлоинвеста» на участие в плей-офф и заставила биться за выживание. Команда запомнится болельщикам по первым в истории «белгородским дерби» — подопечные Андрея Иванова смогли отобрать четыре очка из шести у «Локомотива-Белогорье», с которым у «Металлоинвеста» по-прежнему оставались теснейшие связи (обе команды играли в Белгороде и управлялись Геннадием Шипулиным).
После вылета из Суперлиги «Металлоинвест» был расформирован, почти все его игроки перешли в «Локомотив-Белогорье».

## Арены
- Дворец спорта «Космос» (Белгород, улица Королёва, 5).
- Спорткомплекс имени Светланы Хоркиной (Белгород, проспект Богдана Хмельницкого, 3).

## Состав в сезоне-2008/09
| №            | Имя               | Год рождения | Рост      |           |           |
| Связующие    | Связующие         | Связующие    | Связующие | Связующие | Связующие |
| ------------ | ----------------- | ------------ | --------- | --------- | --------- |
| 2            | Анатолий Репкин   | 1985         | 200       |           |           |
| 16           | Сергей Багрей (К) | 1987         | 194       |           |           |
| Диагональные |                   |              |           |           |           |
| 3            | Павел Афонин      | 1985         | 203       |           |           |
| 4            | Дмитрий Мусэрский | 1988         | 215       |           |           |
| 12           | Леван Каландадзе  | 1989         | 210       |           |           |
| Либеро       |                   |              |           |           |           |
| 5            | Глеб Кашицын      | 1982         | 183       |           |           |

| №                       | Имя                     | Год рождения            | Рост                    |                         |                         |
| Центральные блокирующие | Центральные блокирующие | Центральные блокирующие | Центральные блокирующие | Центральные блокирующие | Центральные блокирующие |
| ----------------------- | ----------------------- | ----------------------- | ----------------------- | ----------------------- | ----------------------- |
| 7                       | Олег Сычёв              | 1988                    | 207                     |                         |                         |
| 9                       | Артём Смоляр            | 1985                    | 209                     |                         |                         |
| 10                      | Андрей Нырцов           | 1978                    | 204                     |                         |                         |
| Доигровщики             |                         |                         |                         |                         |                         |
| 1                       | Роман Данилов           | 1985                    | 204                     |                         |                         |
| 8                       | Денис Бирюков           | 1988                    | 200                     |                         |                         |
| 11                      | Дмитрий Красиков        | 1987                    | 202                     |                         |                         |
| 15                      | Дмитрий Ильиных         | 1987                    | 202                     |                         |                         |

1. ↑  Отзаявлен по ходу сезона
2. ↑  Дозаявлен по ходу сезона

Главные тренеры —  Андрей Иванов,  Вячеслав Зайцев (с апреля 2009)